# Liste von Jesus-Romanen
Die Liste von Jesus-Romanen enthält Romane, die das Leben Jesu als Thema oder als Hintergrund haben.
Viele Romane zum Neuen Testament stellen das Leben Jesu von Nazaret bzw. Jesu Christi dar, zum Teil in Form eines biografischen oder historischen Romans. Andere Romane benutzen die Zeit um das Leben Christi nur als Rahmen- oder Hintergrundhandlung, in welche dann die eigentliche Handlung eingebettet ist, oder befassen sich erst mit der Zeit nach seinem Tod zu Beginn des Christentums. Wieder andere Romane versuchen eine satirische oder ironische Annäherung an das Thema. Manche Romane zu allen drei Varianten der Stoffbehandlung lösten heftige Kontroversen aus und stießen auf starke Kritik, vor allem wenn die Darstellung mit zeitgemäßen oder freizügigen Mitteln erfolgte.

## Liste nach Autoren
- Michaela Abresch: Ostrakon – Die Scherbenhüterin, Acabus Verlag, Hamburg 2013, ISBN 978-3-86282-229-4
- Rogier van Aerde: Warum hast du mich verlassen? (Passie), 1966
- Tschingis Aitmatow: Der Richtplatz, Unionsverlag, Zürich 1986, ISBN 978-3-293-20381-5
- Max Brod: Der Meister, 1952
- John Bertram Phillips, Dory Naumann: Ein Mann namens Jesus, F. Reinhardt, München 1961
- Michail Bulgakow: Der Meister und Margarita, Ed. Spiegel, Hamburg 2007, ISBN 3-87763-029-4
- Deepak Chopra: Jesus, Biographischer Roman, Scherz Verlag, Bern 2009, ISBN 3-502-61215-3
- Louis de Wohl: Longinus der Zeuge, St. Benno Verlag, Leipzig 1968
- Jan Dobraczyński: Gib mir deine Sorgen. 1952; Neuausgabe: Brunnen Verlag, Gießen 1999, ISBN 3-7655-3410-2
- Jan Dobraczyński: … nimm das Kind und seine Mutter. Brendow, Moers 1990, ISBN 3-87067-390-7
- Dostojewski: Der Großinquisitor, in: Die Brüder Karamasoff, Fünftes Buch, Kap. V, Piper, München, 4. Aufl. 1925
- Andreas Eschbach: Jesus Video. Schneekluth-Verlag, 1997, ISBN 3-7951-1625-2; Neuausgabe unter dem Titel Das Jesus Video, Bastei-Lübbe, Köln 2000, ISBN 3-404-14294-2
- Martin Fieber: Der Zurückgekehrte – Ein Roman über Jesus Christus und die Santiner, Bergkristall Verlag, 2009, ISBN 3-935422-68-7
- Gerhart Hauptmann: Der Narr in Christo Emanuel Quint, Ullstein, Frankfurt am Main 1959
- Barbara Herrmann: Jesus reicht's, Berlin 2014, ISBN 978-3-944266-27-5
- Guy Hocquenghem: Der Zorn des Lammes, 1985, ISBN 3-485-00583-5
- Christa Karasch: Der Jesus Zeuge: Ein Roman aus biblischer Zeit, St. Benno Verlag, Leipzig 2007, ISBN 3-7462-2187-0
- Nikos Kazantzakis: Die letzte Versuchung (Ho teleutaios peirasmos), 1951
- Werner Koch: Diesseits von Golgatha, 1986
- Günter Krieger: Die neunte Stunde: Biblischer Roman, Brunnen Verlag, Gießen 2015, ISBN 978-3-7655-0918-6
- Pär Lagerkvist: Barabbas, 1950
- Selma Lagerlöf: Die Wunder des Antichrist (Antikrists mirakler), 1897
- Walter Laufenberg: Jesus Online Annäherung an Unbekannt, Salon Literatur Verlag, München 2009, ISBN 3-939321-22-2
- D. H. Lawrence: Der Mann, der gestorben war (The Escaped Cock, 1929 bzw. The Man, wo died, 1931), Diogenes, Zürich 1975, ISBN 3-257-20191-5
- Robert Ludlum: Das Jesus Papier, Heyne, München 2006, ISBN 3-453-43172-3
- Kathleen McGowan: Das Magdalena Vermächtnis, Bastei Lübbe, Köln 2011, ISBN 3-7857-2415-2
- Kathleen McGowan: Das Jesus-Testament, Bastei Lübbe, Köln 2011, ISBN 3-404-16498-9
- Gérald Messadié: Ein Mensch namens Jesus, Knaur, München 1988, ISBN 3-426-63471-6
- Christopher Moore, Jörn Ingwersen: Die Bibel nach Biff – Die wilden Jugendjahre von Jesus, erzählt von seinem besten Freund, Goldmann, München 2002, ISBN 3-442-54182-4
- Pierre Nahor: Hiésous, Ollendorf, Paris 1903.
- Robert Nepauer: Der Sohn eines Menschen, 3 Bände, Dura-Verlag, Tossens 1995.
- Giovanni Papini: Storia di Christo. 1921; dt. Das Leben des Herrn. München 1924
- Giovanni Papini: Die Zeugen der Passion: 7 Evangelienlegenden. Frankfurt 1952
- Anne Rice: Jesus Christus: Rückkehr ins heilige Land, Hoffmann und Campe 2007, ISBN 978-3-455-40042-7
- Anne Rice: Jesus Christus: Die Straße nach Kanaa, Hoffmann und Campe 2008, ISBN 978-3-455-40134-9
- Luise Rinser: Mirjam. Fischer, Frankfurt 1983, ISBN 3-596-25180-X
- Peter Rosegger: I.N.R.I., Leipzig 1905
- Patrick Roth: Riverside: Christusnovelle. Suhrkamp, Frankfurt 1991, ISBN 3-518-40622-1
- Patrick Roth: Corpus Christi. Suhrkamp, Frankfurt 1999, ISBN 978-3-518-39564-6
- Patrick Roth: Magdalena am Grab. Suhrkamp, Frankfurt 2003, ISBN 3-458-19234-4
- David Safier: Jesus liebt mich, rororo, Reinbek bei Hamburg 2009, ISBN 3-499-24811-5
- Heinz-Joachim Simon: Barabbas – Der zweite Sohn Gottes, Conte, St. Ingbert 2009, ISBN 978-3-941657-00-7
- Éric-Emmanuel Schmitt: Das Evangelium nach Pilatus, Fischer Verlag, Frankfurt am Main 2007, ISBN 3-596-17400-7
- Buck Storm: Die Liste. Christliche Verlagsgesellschaft, Dillenburg 2021, ISBN 978-3-86353-838-5
- Buck Storm: Das Licht. Christliche Verlagsgesellschaft, Dillenburg 2023; ISBN 978-3-86353-838-5
- Gerd Theißen: Der Schatten des Galiläers. Historische Jesusforschung in erzählender Form. Gütersloher Verlagshaus, Gütersloh 1986, ISBN 3-579-06404-5.
- Gore Vidal: Live from Golgotha: The Gospel According to Gore Vidal, Penguin, 1993, ISBN 0-14-023119-6
- Walter Wangerin, Wolfgang Günter und Wolfgang Schrödter: Jesus – Der Roman, Brockhaus, Witten 2006, ISBN 3-417-24958-9
- Joseph Wittig: Leben Jesu in Palästina, Schlesien und anderswo. Kösel & Pustet, München 1925; Neuausgabe: Brendow, Moers 1998, ISBN 3-87067-437-7